# Моджтаба Карімфар
Мойтаба Карімфар (перс. مجتبی کریم‌فر; нар. 8 грудня 1987) — іранський борець греко-римського стилю, бронзовий призер чемпіонату Азії, бронзовий призер Азійських ігор, бронзовий призер Кубку світу.

## Життєпис
Боротьбою почав займатися з 2000 року.
Виступав за борцівський клуб з Андімешка. Тренер — Позах.

## Спортивні результати на міжнародних змаганнях

### Виступи на Чемпіонатах світу
| Змагання                        | Збірна | Вагова категорія                 | Місце |
| ------------------------------- | ------ | -------------------------------- | ----- |
| Чемпіонат світу з боротьби 2014 | Іран   | греко-римська боротьба, до 85 кг | 14    |

### Виступи на Чемпіонатах Азії
| Змагання                       | Збірна | Вагова категорія                 | Місце  |
| ------------------------------ | ------ | -------------------------------- | ------ |
| Чемпіонат Азії з боротьби 2014 | Іран   | греко-римська боротьба, до 85 кг | Бронза |

### Виступи на Азійських іграх
| Змагання           | Збірна | Вагова категорія                 | Місце  |
| ------------------ | ------ | -------------------------------- | ------ |
| Азійські ігри 2014 | Іран   | греко-римська боротьба, до 85 кг | Бронза |

### Виступи на Кубках світу
| Змагання                    | Збірна | Вагова категорія                 | Місце  |
| --------------------------- | ------ | -------------------------------- | ------ |
| Кубок світу з боротьби 2015 | Іран   | греко-римська боротьба, до 85 кг | Бронза |

### Виступи на інших змаганнях
| Змагання                                                  | Збірна | Вагова категорія                 | Місце  |
| --------------------------------------------------------- | ------ | -------------------------------- | ------ |
| Кубок Ядегара Імама 2010                                  | Іран   | греко-римська боротьба, до 84 кг | 5      |
| Кубок Ядегара Імама 2011                                  | Іран   | греко-римська боротьба, до 84 кг | Бронза |
| Кубок Ядегара Імама 2012                                  | Іран   | греко-римська боротьба, до 84 кг | 14     |
| Кубок Ядегара Імама 2013                                  | Іран   | греко-римська боротьба, до 84 кг | Золото |
| Чемпіонат світу з боротьби серед військовослужбовців 2013 | Іран   | греко-римська боротьба, до 84 кг | Бронза |
| Кубок Ядегара Імама 2014                                  | Іран   | греко-римська боротьба, до 85 кг | Золото |
| Кубок Владислава Пітласинські 2014                        | Іран   | греко-римська боротьба, до 85 кг | Срібло |
| Гран-прі FILA 2015                                        | Іран   | греко-римська боротьба, до 85 кг | 12     |
| Гран-прі Іспанії з боротьби 2015                          | Іран   | греко-римська боротьба, до 85 кг | Золото |
| Меморіал Болата Турлиханова 2015                          | Іран   | греко-римська боротьба, до 85 кг | Срібло |
| Золотий Гран-прі з боротьби 2015                          | Іран   | греко-римська боротьба, до 85 кг | Бронза |